# V3

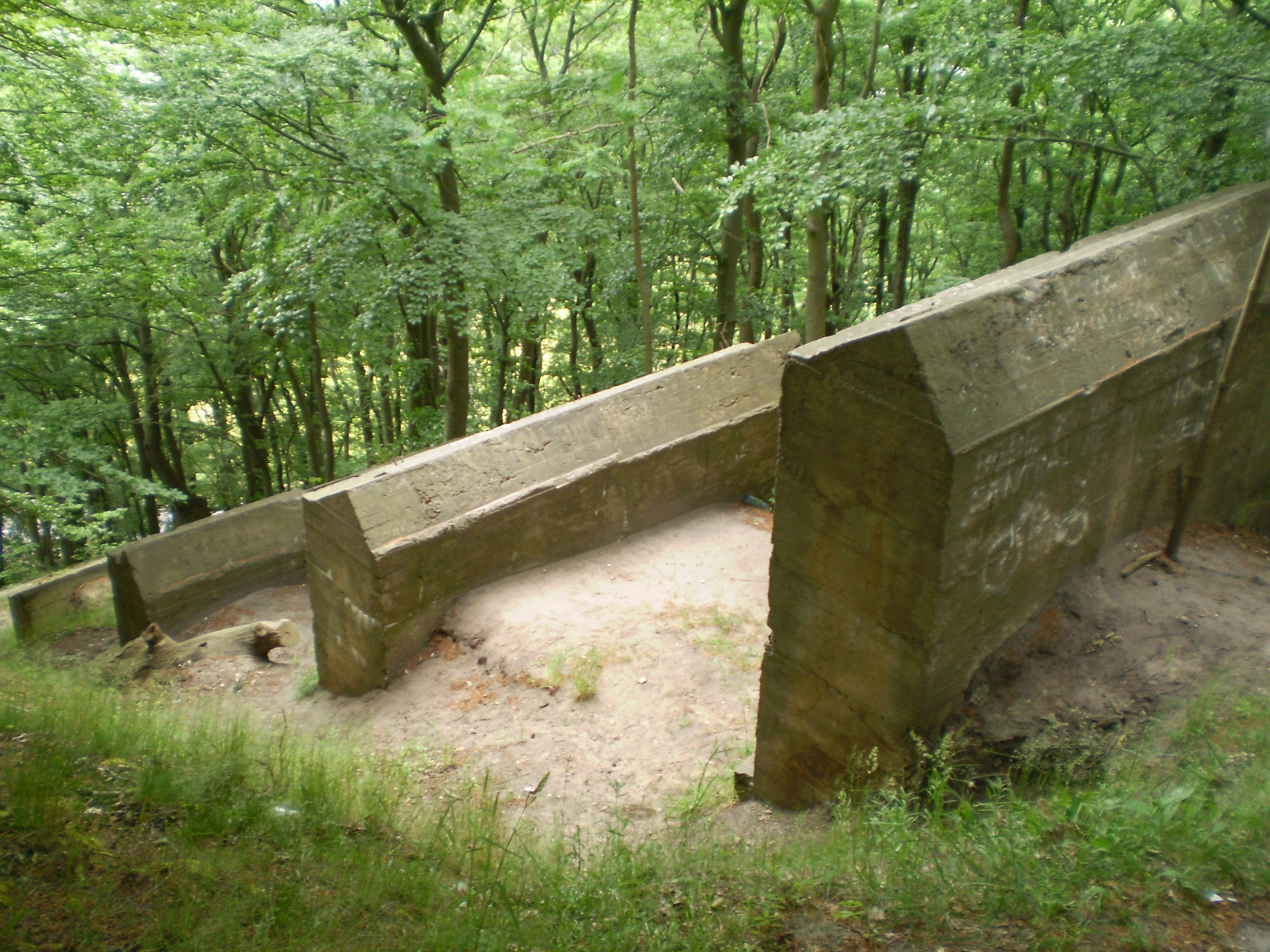
Pozostałości instalacji V3 w Zalesiu na Wolinie (2008)

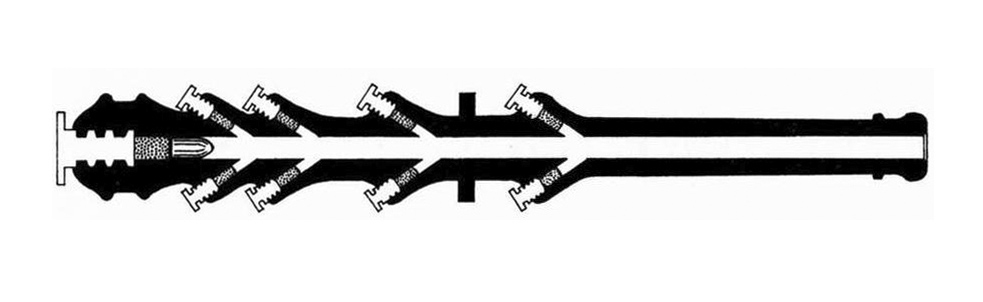
Przekrój lufy działa według projektu inżyniera Louis-Guillaume Perreaux (1878)

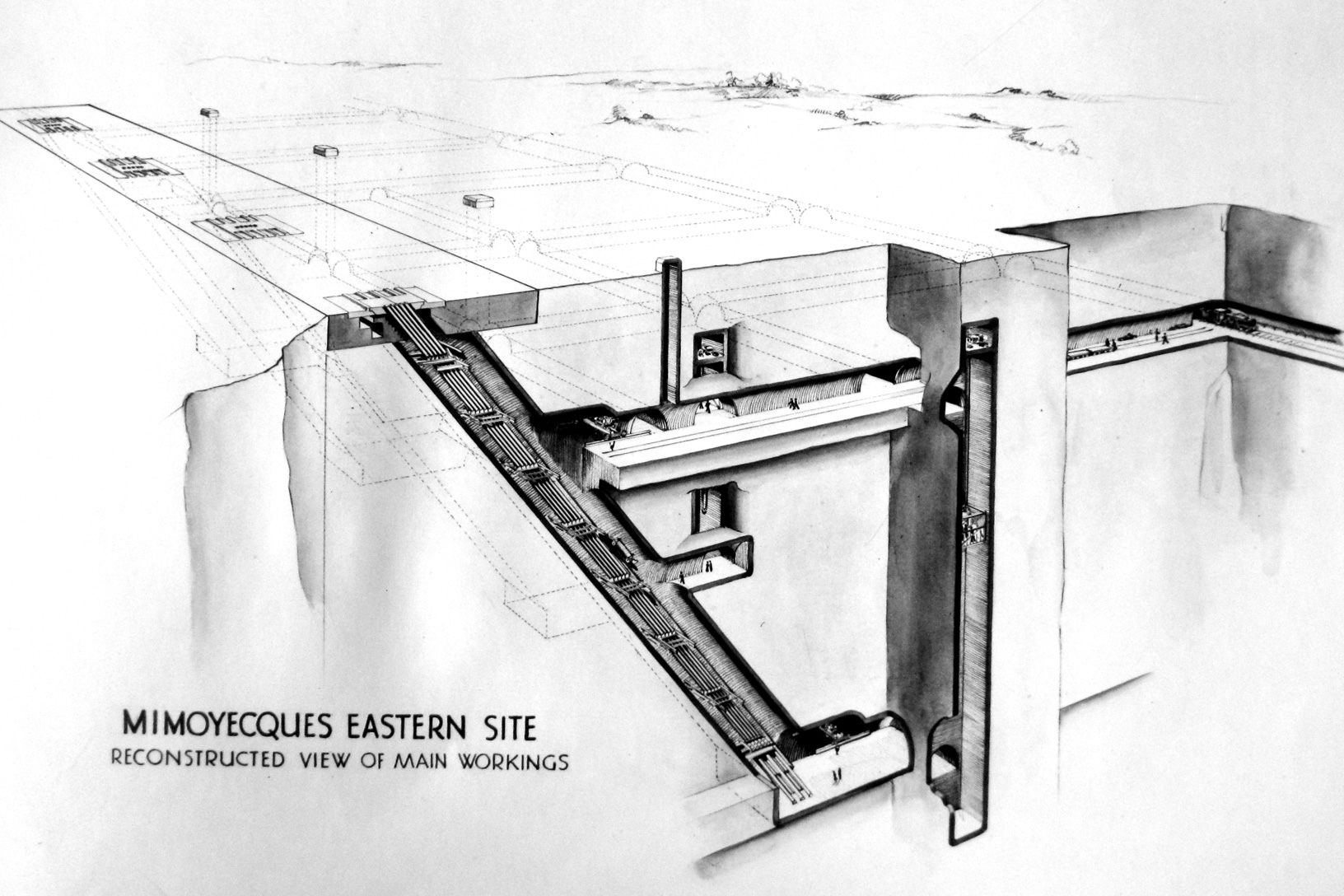
Rekonstrukcja, przekrój działa V-3 w Mimoyecques

V3 – jedna z trzech niemieckich broni odwetowych (niem. Vergeltungswaffe), zaprojektowanych podobnie jak latająca bomba V-1 i rakieta V-2 w okresie II wojny światowej, jednakże w odróżnieniu od V-1 i V-2, V-3 nie była rodzajem pocisku kierowanego, lecz działem, w którym prędkość pociskowi nadawały eksplozje, wywoływane kolejno w miarę poruszania się ładunku wewnątrz lufy.
Niekiedy mianem V-3 określane są błędnie pociski Wasserfall lub nigdy nie ukończone kontynuacje projektu V-2, które w założeniach miały docierać do wschodnich wybrzeży Stanów Zjednoczonych (rakieta dwustopniowa A-9/A-10).

## Historia
Prace rozpoczęto w 1943 w Hillersleben koło Magdeburga oraz w Zalesiu na południe od Międzyzdrojów na wyspie Wolin, gdzie zainstalowano trzy działa V-3. 
Docelowa bateria została zlokalizowana w dużym podziemnym kompleksie w Mimoyecques, niedaleko Calais we Francji. W skład kompleksu V-3 w Mimoyecques miały wchodzić dwa bunkry, z 25 działami 150 mm każdy, pogrupowanymi w 5 szybach po 5. Masa pocisku wynosiła 140 kg. Z powodu braków zaopatrzeniowych zawieszono jednak budowę jednego z bunkrów. Działa, z długością lufy wynoszącą około 120 metrów, stanowiły największą broń artyleryjską w arsenale państw Osi, przewyższając działa kolejowe Dora (inna nazwa Schwerer Gustav) 800 mm i Krupp K5 320 mm czy moździerze Karl (niem. Gerät 040 Karl-Mörser) 600 mm.
Technologiczną innowacją było zastosowanie wielu ładunków napędzających, rozmieszczonych wzdłuż lufy, które eksplodując zaraz po minięciu ich przez pocisk zapewniały dodatkowe przyspieszenie. Z uwagi na dogodność i łatwość użycia, zamiast materiałów wybuchowych wykorzystano silniczki rakietowe, rozmieszczone symetrycznie parami, pod niskim kątem (poniżej 30°) względem lufy. Z takim układem urządzenia wiążą się niemieckie kryptonimy Hochdruckpumpe (Pompa wysokociśnieniowa) i Tausendfüßler (Stonoga).
Prędkość wylotowa pocisku miała wynosić 1500 m/s przy zasięgu 165 km. Bateria 25 dział miała być w stanie oddać 300 strzałów na godzinę.
Ponieważ celowanie przy tego rodzaju konstrukcji byłoby bardzo trudne, cały kompleks został wybudowany i zorientowany jedynie w celu ostrzeliwania Londynu z bezpiecznej odległości. Stąd wywodzi się jego inna nazwa: London Gun, czyli Działo londyńskie (analogia do działa paryskiego).
Przed zniszczeniem 6 lipca 1944 przez brytyjskie Lancastery z 617 Dywizjonu Bombowego (lepiej znanego pod angielską nazwą Dambusters – Niszczyciele Tam) przy użyciu bomb Tallboy, zdołano oddać jedynie strzały próbne. Alianci nie wiedząc jednak o sukcesie bombardowania, aż do zajęcia instalacji przez siły lądowe podejmowali kolejne próby ataków, między innymi przy użyciu zdalnie sterowanych bombowców wypełnionych materiałami wybuchowymi (Projekt Afrodyta). Podczas jednego z takich rajdów zginął Joseph P. Kennedy Jr., starszy brat przyszłego prezydenta USA Johna F. Kennedy’ego.
Program V-3 kontynuowano przy pomocy dwóch mniejszych (długość lufy 45 metrów) dział zlokalizowanych w Lampaden, 13 km na południowy wschód od Trewiru w Niemczech. Od 30 grudnia 1944 do 22 lutego 1945 wystrzelono około 183 pocisków w kierunku Luksemburga (odległość 43 km), przy bardzo niewielkiej skuteczności: śmierć poniosło 10 cywilów, a 35 zostało rannych. Wkrótce po wystrzeleniu ostatniego pocisku zdemontowana broń wraz ze stanowiskiem strzelniczym wpadła w ręce Amerykanów, którzy po wywiezieniu jej do USA przeprowadzali testy i oceniali skuteczność na poligonie Aberdeen w stanie Maryland. Zezłomowana w 1948.
9 maja 1945 brytyjscy saperzy wysadzili instalację w Mimoyecques. Miało to zapobiec użyciu jej przez Francuzów w bliżej nieokreślonej przyszłości.
Część tuneli oczyszczono i udostępniono zwiedzającym. Można obejrzeć także kilka szczątków dział. W okolicach Zalesia na wyspie Wolin pozostały betonowe konstrukcje, stanowiące podpory dział, oraz bunkry. Wewnątrz składu rakiet urządzone zostało muzeum broni V-3.